# Маяк мыса Хинчинбрук
Маяк мыса Хинчинбрук (англ. Cape Hinchinbrook Light) — маяк, расположенный в южной части острова Хинчинбрук на входе в пролив Принца Вильгельма, в зоне переписи населения Чугач, Аляска, США. Открыт в 1910 году. Был автоматизирован в 1974 году. Третий по высоте маяк штата.

## История
Через узкие проливы между островами на юго-востоке штата Аляска проходил путь из Скагуэя до крупных городов тихоокеанского побережья США, по которому доставлялось добытое золото во время золотой лихорадки на Клондайке. Сильные течения, туманы, дожди и скалистое побережье делали навигацию в этом районе сложной, потому правительство США выделило в 1900 году 100 000$ на строительство маяков в этом районе. Выделенных средств хватило только на 2 маяка: маяк островов Файв-Фингер и маяк острова Сентинел. Этих двух маяков было недостаточно, чтобы обеспечить безопасное судоходство в районе, потому было решено построить дополнительные маяки. Также строительство маяков развернулось и на более северных маршрутах из Клондайка.
В 1906 году было принято решение выделить не более чем 125 000$ на маяк на острове Хинчинбрук, но финансирование было растянуто на 4 года. В итоге подрядчик уложился в 100 323$, и 15 ноября 1910 года маяк был открыт. Маяк представлял собой восьмиугольное строение, в центре которого располагалась восьмиугольная башня, где была расположена линза Френеля.
Землетрясения 1927 и 1928 повредили утес, на котором располагался маяк, и старый маяк стал небезопасным. Новое здание маяка на новом, более безопасном месте был завершен в 1934 году, его стоимость составила 91 793$. Когда новое здание маяка был закончено, старое просто столкнули бульдозером в море с утеса. Маяк был автоматизирован Береговой охраной США в 1974 году.
Оригинальные линзы Френеля, использовавшиеся в маяке, хранятся в Музее и Историческом архиве города Валдиз.
В 2005 году маяк был включен в Национальный реестр исторических мест, где описан как «исторический район, включающий два здания, три строения и четыре объекта».

## Архитектура
В архитектуре здания постройки 1934 года сочетаются элементы стилей модернизма и ар-деко.

## Фотографии
- Маяк мыса Хинчинбрук, 1944 г.